# Coppa Italia 2007-2008 (hockey su pista)
La Coppa Italia 2007-2008 è stata la 39ª edizione della principale coppa nazionale italiana di hockey su pista. La competizione ha avuto luogo dal 29 settembre al 27 novembre 2007.
Il trofeo è stato conquistato dal Follonica per la 6ª volta nella sua storia.

## Formula
Al torneo hanno preso parte tutte le 14 formazioni iscritte al massimo campionato e i due club retrocessi in serie A2 la stagione precedente per un totale di 16 squadre partecipanti. Le formazioni sono state divise in quattro gironi all'italiana di quattro squadre ciascuno. Ogni girone si è svolto con partite di sola andata in sede unica, sul campo di gioco della società miglior offerente.
La prima e la seconda classificata di ogni raggruppamento si è qualificata per i gironi di della seconda fase (due gruppi di quattro squadre ciascuno), che si sono svolti con la medesima formula. Tutti gli incontri delle prime due fasi sono stati disputati sulla durata di 40 minuti (anziché i canonici 50).
Le vincenti dei due gironi di seconda fase si sono affrontate nella finale, con partita di andata e ritorno.

## Squadre partecipanti
- AFP Giovinazzo
- Amatori Lodi
- ASH Lodi
- Bassano 54 - Finalista Coppa Italia 2006-2007
- Breganze
- Castiglione
- CGC Viareggio
- Follonica -  Detentore Coppa Italia 2006-2007

- Forte dei Marmi
- Marzotto Valdagno
- Novara
- Prato Primavera
- Roller Bassano
- Trissino
- Molfetta - Retrocesse in serie A2 2006-2007

## Risultati

### Prima fase

#### Girone A
Il girone A fu disputato a Novara dal 28 al 29 settembre 2007.
| Squadra      | Pt | G | V | N | P | GF | GS | DG |
| ------------ | -- | - | - | - | - | -- | -- | -- |
| Breganze     | 7  | 3 | 2 | 1 | 0 | 7  | 4  | +3 |
| Amatori Lodi | 5  | 3 | 1 | 2 | 0 | 4  | 1  | +3 |
| Trissino     | 3  | 3 | 1 | 0 | 2 | 8  | 8  | 0  |
| Novara       | 1  | 3 | 0 | 1 | 2 | 3  | 9  | -6 |

| Novara 28 settembre 2007 | Amatori Lodi | 0 – 0 | Novara | Palasport Dal Lago |

| Novara 28 settembre 2007 | Trissino | 2 – 3 | Breganze | Palasport Dal Lago |

| Novara 29 settembre 2007 | Breganze | 3 – 1 | Novara | Palasport Dal Lago |

| Novara 29 settembre 2007 | Trissino | 0 – 3 | Amatori Lodi | Palasport Dal Lago |

| Novara 29 settembre 2007 | Trissino | 6 – 2 | Novara | Palasport Dal Lago |

| Novara 29 settembre 2007 | Breganze | 1 – 1 | Amatori Lodi | Palasport Dal Lago |

#### Girone B
Il girone B fu disputato a Prato dal 28 al 29 settembre 2007.
| Squadra           | Pt | G | V | N | P | GF | GS | DG |
| ----------------- | -- | - | - | - | - | -- | -- | -- |
| Marzotto Valdagno | 9  | 3 | 3 | 0 | 0 | 12 | 3  | +9 |
| Roller Bassano    | 3  | 3 | 1 | 0 | 2 | 9  | 9  | 0  |
| Prato Primavera   | 3  | 3 | 1 | 0 | 2 | 5  | 9  | -4 |
| GSH Molfetta      | 3  | 3 | 1 | 0 | 2 | 3  | 8  | -5 |

| Prato 28 settembre 2007 | Roller Bassano | 0 – 1 | GSH Molfetta | PalaRogai |

| Prato 28 settembre 2007 | Marzotto Valdagno | 1 – 0 | Prato Primavera | PalaRogai |

| Prato 29 settembre 2007 | GSH Molfetta | 1 – 5 | Marzotto Valdagno | PalaRogai |

| Prato 29 settembre 2007 | Roller Bassano | 7 – 2 | Prato Primavera | PalaRogai |

| Prato 29 settembre 2007 | Prato Primavera | 3 – 1 | GSH Molfetta | PalaRogai |

| Prato 29 settembre 2007 | Roller Bassano | 2 – 6 | Marzotto Valdagno | PalaRogai |

#### Girone C
Il girone C fu disputato a Follonica dal 29 al 30 settembre 2007.
| Squadra        | Pt | G | V | N | P | GF | GS | DG |
| -------------- | -- | - | - | - | - | -- | -- | -- |
| Follonica      | 6  | 3 | 2 | 0 | 1 | 16 | 9  | +7 |
| Castiglione    | 6  | 3 | 2 | 0 | 1 | 14 | 13 | +1 |
| CGC Viareggio  | 4  | 3 | 1 | 1 | 1 | 10 | 10 | 0  |
| AFP Giovinazzo | 1  | 3 | 0 | 1 | 2 | 5  | 13 | -8 |

| Follonica 29 settembre 2007 | Castiglione | 4 – 3 | AFP Giovinazzo | Pista Armeni |

| Follonica 29 settembre 2007 | Follonica | 4 – 3 | CGC Viareggio | Pista Armeni |

| Follonica 30 settembre 2007 | Castiglione | 5 – 6 | CGC Viareggio | Pista Armeni |

| Follonica 30 settembre 2007 | Follonica | 8 – 1 | AFP Giovinazzo | Pista Armeni |

| Follonica 30 settembre 2007 | CGC Viareggio | 1 – 1 | AFP Giovinazzo | Pista Armeni |

| Follonica 30 settembre 2007 | Follonica | 4 – 5 | Castiglione | Pista Armeni |

#### Girone D
Il girone D fu disputato a Bassano del Grappa il 29 settembre 2007.
| Squadra         | Pt | G | V | N | P | GF | GS | DG  |
| --------------- | -- | - | - | - | - | -- | -- | --- |
| Bassano 54      | 6  | 2 | 2 | 0 | 0 | 14 | 4  | +10 |
| ASH Lodi        | 3  | 2 | 1 | 0 | 1 | 3  | 10 | -7  |
| Forte dei Marmi | 0  | 2 | 0 | 0 | 2 | 4  | 7  | -3  |

| Bassano del Grappa 29 settembre 2007 | ASH Lodi | 2 – 1 | Forte dei Marmi | PalaSind |

| Bassano del Grappa 29 settembre 2007 | Bassano 54 | 9 – 1 | ASH Lodi | PalaSind |

| Bassano del Grappa 29 settembre 2007 | Forte dei Marmi | 3 – 5 | Bassano 54 | PalaSind |

### Seconda fase

#### Girone A
Il girone A fu disputato a Breganze dal 6 al 7 ottobre 2007.
| Squadra        | Pt | G | V | N | P | GF | GS | DG |
| -------------- | -- | - | - | - | - | -- | -- | -- |
| Follonica      | 9  | 3 | 3 | 0 | 0 | 12 | 3  | +9 |
| Bassano 54     | 6  | 3 | 2 | 0 | 1 | 17 | 13 | +4 |
| Breganze       | 3  | 3 | 1 | 0 | 2 | 5  | 11 | -6 |
| Roller Bassano | 0  | 3 | 0 | 0 | 3 | 6  | 13 | -7 |

| Breganze 6 ottobre 2007 | Breganze | 2 – 1 | Roller Bassano | PalaFerrarin |

| Breganze 6 ottobre 2007 | Bassano 54 | 2 – 6 | Follonica | PalaFerrarin |

| Breganze 7 ottobre 2007 | Follonica | 3 – 0 | Breganze | PalaFerrarin |

| Breganze 7 ottobre 2007 | Bassano 54 | 8 – 4 | Roller Bassano | PalaFerrarin |

| Breganze 7 ottobre 2007 | Roller Bassano | 1 – 3 | Follonica | PalaFerrarin |

| Breganze 7 ottobre 2007 | Breganze | 3 – 7 | Bassano 54 | PalaFerrarin |

#### Girone B
Il girone B fu disputato a Lodi dal 5 al 6 ottobre 2007.
| Squadra           | Pt | G | V | N | P | GF | GS | DG |
| ----------------- | -- | - | - | - | - | -- | -- | -- |
| Amatori Lodi      | 7  | 3 | 2 | 1 | 0 | 9  | 3  | +6 |
| Castiglione       | 5  | 3 | 1 | 2 | 0 | 6  | 5  | +1 |
| ASH Lodi          | 4  | 3 | 1 | 1 | 1 | 5  | 6  | -1 |
| Marzotto Valdagno | 0  | 3 | 0 | 0 | 3 | 4  | 10 | -6 |

| Lodi 5 ottobre 2007 | ASH Lodi | 1 – 1 | Castiglione | PalaCastellotti |

| Lodi 5 ottobre 2007 | Amatori Lodi | 3 – 1 | Marzotto Valdagno | PalaCastellotti |

| Lodi 6 ottobre 2007 | ASH Lodi | 4 – 1 | Marzotto Valdagno | PalaCastellotti |

| Lodi 6 ottobre 2007 | Amatori Lodi | 2 – 2 | Castiglione | PalaCastellotti |

| Lodi 6 ottobre 2007 | Castiglione | 3 – 2 | Marzotto Valdagno | PalaCastellotti |

| Lodi 6 ottobre 2007 | Amatori Lodi | 4 – 0 | ASH Lodi | PalaCastellotti |

### Finale
| Arbitri: | ? |

|             |            |         |
| M. Mariotti | Allenatori | Crudeli |

| Arbitri: | Fermi (Piacenza) Tartarelli (Bari) |

|         |            |             |
| Crudeli | Allenatori | M. Mariotti |